# Guillem Vidal Andreu
Guillem Vidal Andreu (Palma, 1941 - Palma, 23 de març de 2007) va ser un advocat i jurista mallorquí. El 1963 es llicencià en dret per la Universitat de Barcelona. Fou jutge de Maó (1967-70) i de Sabadell (1970-79) i magistrat jutge de Palma (1979-86). Va ser un dels fundadors de Jutges per la Democràcia.
Entre 1987 i 1994, ocupà el càrrec de president de l'Audiència Provincial de Palma. De 1994 a 2004 va ser president del Tribunal Superior de Justícia de Catalunya. Va ser professor de la Universitat Autònoma de Barcelona (1973-75), de la Universitat de les Illes Balears (1992-94) i del Centre Universitari Fundació Sant Pau de Barcelona (1995-99). Formà part de les comissions redactores de la reforma de la Compilació del Dret Especial de les Balears (1990) i de les Regles Mínimes del Procés Penal (1990). Ha publicat articles a les revistes especialitzades Cuadernos de la Facultad de Derecho i La Ley. El 2003 va rebre el Premi Ramon Llull i el 2004 el Premi Justícia de Catalunya.